# Vit rosenrot
Vit rosenrot (Rhodiola wallichiana) är en fetbladsväxtart som först beskrevs av William Jackson Hooker, och fick sitt nu gällande namn av Fu. Rhodiola wallichiana ingår i släktet rosenrötter, och familjen fetbladsväxter. Inga underarter finns listade i Catalogue of Life.